# 三年困难时期
三年困难时期，又称三年大饑荒、中國大饑荒、三年自然災害，是指中華人民共和國于1959年—1961年间因為三面紅旗運動而发生全国性饥荒的一段时期，也有学者将1958年、1962年划入饥荒时期。据各方估计，三年困难时期间发生的大饥荒共造成中国大陆1500万至5500万人的非正常死亡，被广泛视为人类历史上规模最大的饥荒，也被认为是人类历史上最严重的人为灾难之一。三年大饥荒類似於1932年蘇聯大饑荒的事件重演，主要成因包括“大跃进”政策失當、人民公社化运动、制度弊病、中國外交困難等。

## 名称

### 中国政府
对于1959年—1961年在中国大陆发生的大饥荒，中国官方对此有“三年自然灾害”、“三年严重自然灾害”等宣傳法，還有以“三年困难时期”、“三年经济困难时期”、“三年暂时困难时期”等称法。
1962年初，时任国家主席刘少奇在七千人大会上，将大饥荒的成因归结为“三分天灾，七分人祸”的論點。但此举引发中共中央主席毛泽东等人的不满（毛认为应当坚持三面红旗、成绩大于错误），并成为刘少奇在“文化大革命”期间受到批斗和迫害的原因之一。
拨乱反正、改革开放后，人為因素正式被指為大部分的主要原因，不過仍偶爾會有一筆提到自然災害。如1981年6月，中共十一届六中全会一致通过《关于建国以来党的若干历史问题的决议》，称“我国国民经济在一九五九年到一九六一年发生严重困难，国家和人民遭到重大损失”，並將主要成因归结为“主要由于‘大跃进’和‘反右倾’的错误，加上当时自然灾害和苏联政府背信弃义地撕毁合同”。

### 学术界與國際社會
学术界称法包括“三年困难时期”、“三年大饥荒”、“中国大饥荒”、“中国三年大饥荒”、“大跃进饑荒”、“毛氏大饥荒”等。而事实上，大饥荒所發生的時期有不同說法、并不局限于“三年”。賈斯柏·貝克、巴兹尔·阿什顿、文貫中、楊繼繩、馮客、周遜等人的著作均採用1958年—1962年，还有一些外國情报机关（如美国中央情报局）也查到是从1958年开始的。另外因為同時期的降雨與天候分析，國家氣象局預報皆沒有大幅波動，因此自然災害論則在除中國官方機構以外，各界幾乎不會使用此說法。

## 历史背景

### 工业化及大跃进

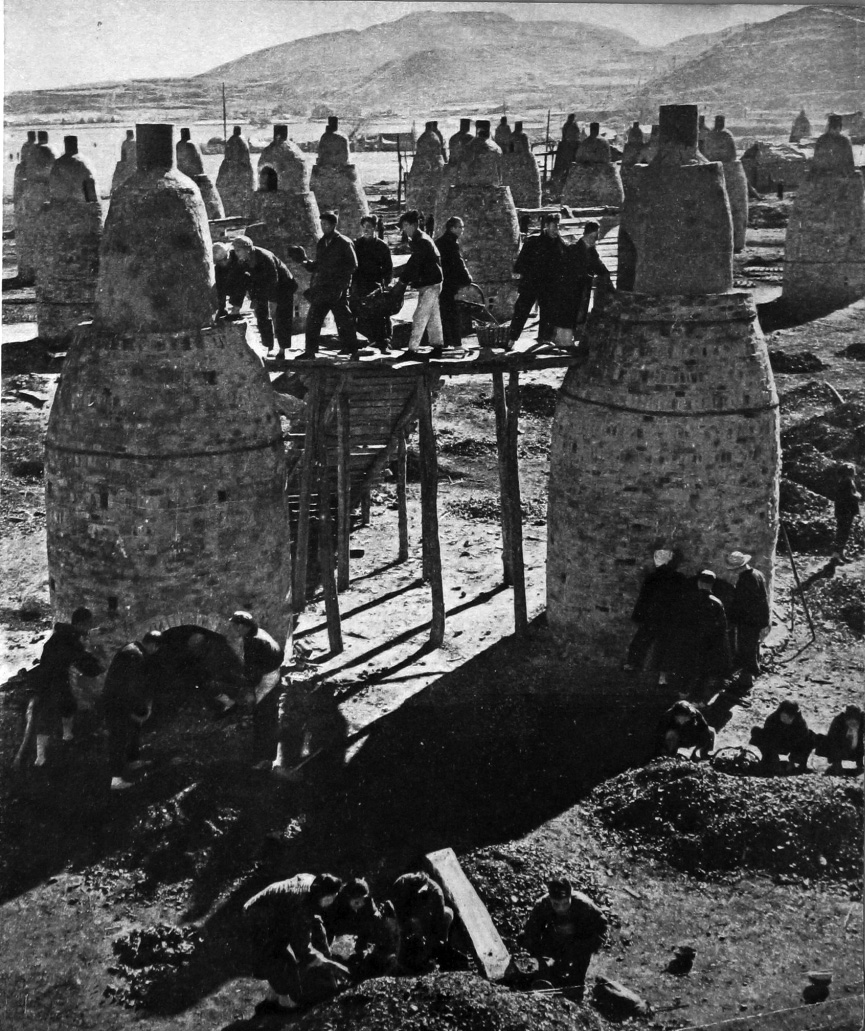
土法炼钢

从1955年开始，由于批判右倾思想的影响，经济建设中出现了层层抬高经济指标的趋势，特别是基本建设规模越来越大，项目越来越多，超过了第一个五年计划（1953－1958）的指标。时任国务院总理周恩来主持国务院工作，发现很多计划超越了客观条件许可的范围，指出现在“有急躁冒进的现象”。1956年2月份，周恩来、李富春、李先念等，决定把基本建设投资由原来要求的180亿元压缩到147亿。1956年6月10日，在中共中央书记处书记刘少奇的主持下，中共中央政治局会议基本通过财政部提交的预算报告初稿，其中写道“在反对保守主义的时候，必须同时反对急躁冒进倾向”，加重了反冒进的份量， 同时更进一步把1957年的基本建设投资由147亿元进一步压缩到140亿元。由于周恩来等人反“冒进”，暂时遏制住了经济建设大幅冒进的趋势，但是1956年经济还是有冒进的问题，以致财政第一次出现了10亿的赤字；在编制第二个五年计划和1957年经济计划时，周恩来等人还继续坚持反冒进，把一些过高的经济指标压了下来。
1956年9月5日到27日，中共八大在北京召开。刘少奇作了政治报告，提到“我国的无产阶级同资产阶级之间的矛盾已经基本上解决。几千年来的阶级剥削制度的历史已经基本上结束，社会主义的社会制度在我国已经基本上建立起来了。” 同时提到“我们国内的主要矛盾，已经是人民对于建立先进的工业国的要求同落后的农业国的现实之间的矛盾，已经是人民对于经济文化迅速发展的需要同当前经济文化不能满足人民需要的状况之间的矛盾。” 但是，毛泽东对此并不认可，认为1956年对经济工作中过急情况的纠正是“反冒进”，对此作了批评，并提出“反反冒进”。与此同时，毛泽东在全国范围内开展了“反右运动”，对民主党派、学术界以及知识分子等各界人士造成了极大打击，自此中国大陆进入了由中国共产党实质性一党专政的时代，民主制度遭到严重破坏，为大跃进埋下祸根。
1957年11月13日，《人民日报》发表社论，提出了“大跃进”的口号。从1956年9月的八大一次会议到1958年5月的八大二次会议，对国内基本矛盾的估计和对经济建设的指导方针开始强调两个阶级、两条道路的矛盾。但此后，1958年10月起，毛泽东的态度发生了一定转变，他在11月20日的武昌会议上说：“除特殊外，还是要睡一点觉。现在要减轻任务。”明年的生产指标要降下来，不能总是压得人透不过气来，否则，“我看搞起来，中国非死一半人不可。不死一半也要死三分之一或者十分之一，死五千万人。广西死了人，陈漫远不是撤了吗？死五千万人你们的职不撤，至少我的职要撤，头也成问题。”

### 特供体制
中國共產黨為保障其高級幹部的食物、肉類及香菸不虞匱乏而批示「特需供應」的報告，依官員級別滿足所需，造成特權供應。1960年7月30日，时任国务院副秘书长齐燕铭拟订了《关于对在京高级干部和高级知识分子在副食品供应方面给予照顾问题的报告》，8月1日中共中央办公厅同意报告内容并发至中央各部、全国人大、国务院、全国政协、最高人民法院、最高人民检察院、中国科学院等机关单位，决定对高级干部实行食品特殊供应，保证肉、白糖、甲级烟、鸡蛋的供应。11月9日，中共中央转发齐燕铭的《报告》至全国各地区，改用了“特需供应”一词，并指示相关方案和意见原则上也适用于全国各地区，建立起各地统一的副食品特需供应标准。1961年2月起，时任国务院副总理、中共中央经济工作5人小组组长陈云按照其妻于若木的建议，又对高级干部以下级别的其他干部，供应定量的白糖和黃豆。

此外，在大饥荒时期，按照中共中央制定的政策，在全民计划配给体制中，城市居民的食物供应比农村好得多，机关干部又比一般平民好，干部又按照级别高低获得不同的饮食待遇。全国人大常委会副委员长程潜的女儿程丹在接受《国家人文历史》杂志专访时回忆：“北戴河即便是困难时期，供应一直不错。” 历史学家王曾瑜回忆三年困难时期时称，看到高干身份的北京大學校长脂肪丰富的腹部，心裏就生气，而“在寒冬腊月，北风成天呼啸的时候，村里三天两头死人嚎丧。死的都是老人，其实是在饥寒交迫之下，得了感冒，便成不治之症。”

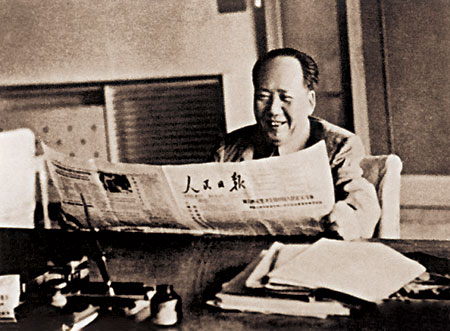
毛泽东在杭州阅读《人民日报》（1961年）。照片显示毛泽东的身体富态。

对于毛泽东本人的特供及生活情况，存在着不同描述。1959年毛泽东生日准备了六道菜，有奶汤鱼头、扒羊肉、小干鱼等；而对于1960年毛泽东生日当天的饮食，存在着截然相反的描述。据中共官方出版的文献记录，毛本人六十年代初一度喜欢吃西餐，所以1961年4月26日工作人员会同厨师给他订制的一份西餐菜谱中，就有牛羊肉菜十多种，西餐汤十六七种；卫士张景芳回忆三年困难时期陪毛泽东吃饭的情况：有一次吃海参，毛看他不吃便给他夹，太滑掉在桌上，为了节俭，毛把它撿起來吃掉，还有一次毛泽东提出要求不再吃肉，在与汪东兴谈话达成妥协后改为“两个纯素菜，两个青菜里适当放些肉”。毛泽东在1961年7月的伙食费开支654.82元，1961年10月公债开支私人客饭59.84元和115.11元两次；按1961年的黄金价格3.04元/克计算，折合黄金243.9克，换算成2012年的价格在8万元人民币左右，而同期北京市民一个月生活费13元左右。也有报道指，毛泽东在三年大饥荒时期，烟酒肉茶一直没有间断，生活待遇比其他中国人好，譬如许多省、市大兴土木，为毛以及其他官员建造行宫。

## 饥荒情况

### 产粮下降
全国工农业总产值大幅度下降，1959年中国大陸粮食产量较1958年下降15%，而1960-1961年产量只有1958年的70%，全国各地的粮食、棉花产量跌落到相应1951年的水平。具体数字上，全国粮食产量由1958年的4000亿斤，下降到1959年的3400亿斤，1960年又下降到2870亿斤，低于1951年产量，1961年略有回升仍只有2950亿斤。
美国中央情报局在1962年5月的一份报告中称，1961年中国大陆粮食产量出现下跌，有工厂关闭，教育和科学的发展被扰乱，数以百万的人严重营养不良，并且出现广泛的饥荒（widespread hunger）。此后，中情局在1962年9月的另一份报告《共产中国的上升死亡率（THE RISING DEATH RATE IN COMMUNIST CHINA）》的第1页中称，自1958年以来，死亡率（中国大陆）由于营养不良、对疾病抵抗力减弱和食物短缺而快速上升，此外中国大陆在1959年到1961年的年粮食产量也低于1957年的水平。

### 死亡人数

中国大陆人口数量变化图。可以看到在“大跃进”期间出生率的大幅降低和死亡率的显著提高。

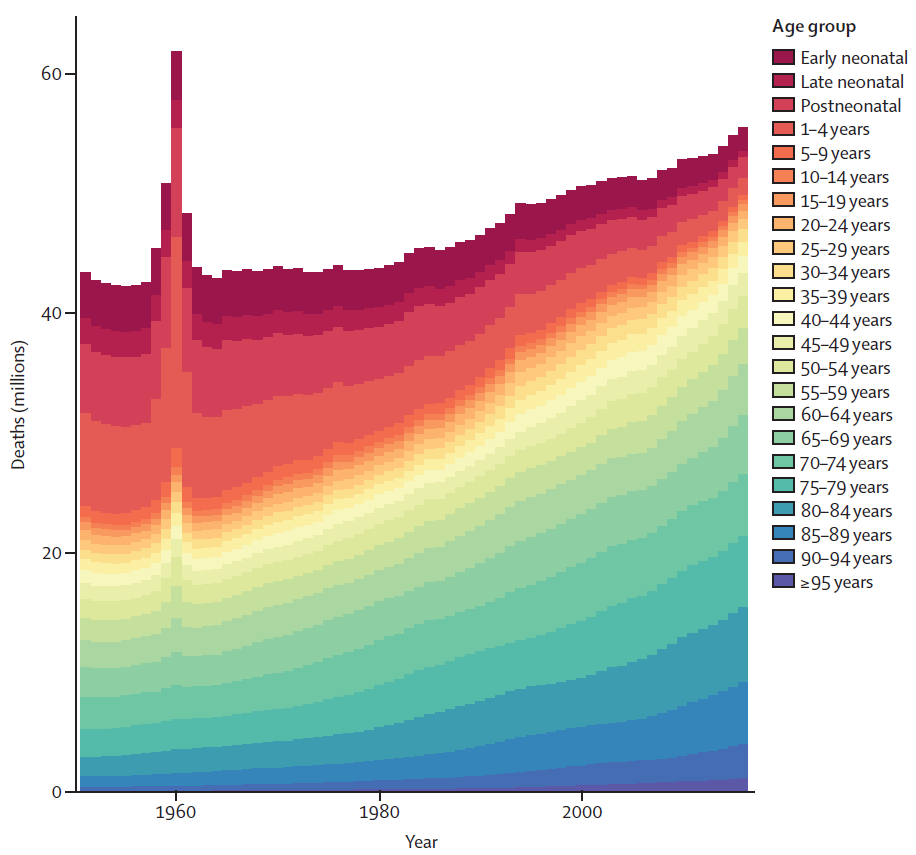
中国大陆的大饥荒导致1960年前后死亡人数激增。

受政治因素影响，各方对于三年困难时期死亡人数的估计，均存在着巨大的不确定性。中国大陆官方在1953年和1964年進行了兩次全國人口普查。此外，1950年代中期，中国建立了基本完整的经常性人口普查制度，每一年，户籍管理部门都对人口总数、出生、死亡、迁入、迁出等项目作出统计，并且层层上报汇总。在中国出版的各省人口资料和各地县志中，大多都可找到当年统计的死亡人数和其他人口数据。此外，前粮食部办公厅主任周伯萍在中国社科院人口所讲课时称，他当时和国家统计局局长贾启允、粮食部长陈国栋做了一个电话调查，统计得出死亡几千万，报告送交毛泽东、周恩来，周要求他们销毁。改革开放后，中国共产党和中国政府官方的一些出版物中有提到非正常死亡的人数：
- 2011年，由中共中央党史研究室编撰出版《中国共产党历史》，其中根据中国国家统计局出版的《中国统计年鉴 (1983) 》中的“人口数”、《新中国六十年统计资料汇编》中的“全国人口状况”两份统计报表，得出1960年全国总人口比上年净减少1000万[註 7][90][91][92][93]。其中《中国共产党历史》第二卷记载：“据正式统计，1960年全国总人口比上年减少1000万”[90]。
- 2008年，中共党史出版社出版了前中国国务院副总理薄一波的著作《若干重大决策与事件的回顾》，其中记载：“据统计，1960年全国总人口减少1000多万。在和平建设时期发生这种事情，我们作为共产党人实在是愧对百姓，应该永志不忘这沉痛的教训！”[94]
- 1991年，中国财政经济出版社出版的《中国人口（总论）》一书中记载，“1960年到1962年3年中，非正常死亡人口总数约为1858万人。”以及“同时，这几年里妇女又大都因病停止生育，所以1960年和1961年人口出现负增长，全国人口减少1000万。” [89]
- 1991年，中共党史出版社出版的《中国共产党的七十年》一书中记载，“据正式统计仅1960年全国总人口就比上年减少1000万。”[89]
- 1983年，中国国家统计局所著的《中国统计年鉴》显示，1960年比1959年人口净减少1000万，1961年又比1960年净减少348万[89]。

其它如当代中国出版社出版的《中华人民共和国国史通鉴》、中共党史出版社出版的《毛泽东时代的中国》、人民出版社出版的《文革前夜的中国》和《曲折发展的岁月》、四川人民出版社出版的《三年自然灾害长篇纪实》等，也均有承认大规模人口饿死的历史事实。
| 年份   | 出生人数 | 死亡人数 | 时期        | 出生人数合计 | 死亡人数合计 |
| ------ | -------- | -------- | ----------- | ------------ | ------------ |
| 1954年 | 2245     | 779      |             |              |              |
| 1955年 | 1978     | 745      | 1954—1956年 | 6199         | 2230         |
| 1956年 | 1976     | 706      | 1955—1957年 | 6121         | 2139         |
| 1957年 | 2167     | 688      | 1956—1958年 | 6048         | 2175         |
| 1958年 | 1905     | 781      | 1957—1959年 | 5719         | 2439         |
| 1959年 | 1647     | 970      | 1958—1960年 | 4941         | 3444         |
| 1960年 | 1389     | 1693     | 1959—1961年 | 4224         | 3602         |
| 1961年 | 1188     | 939      | 1960—1962年 | 5037         | 3298         |
| 1962年 | 2460     | 666      | 1961—1963年 | 6602         | 2289         |
| 1963年 | 2954     | 684      | 1962—1964年 | 8143         | 2152         |
| 1964年 | 2729     | 802      |             |              |              |

自1980年代起，中外研究人员估计的死亡人数大多在1500萬到5500萬之間，其中绝大多数受害者都是農村的农民；中国大陆学者亦有数百万死亡人数的估计。按死亡人数而论，此次饥荒被广泛视为是人类历史或近代史上规模最大、最严重的饥荒。此外，1964年7月31日，美国中央情报局在《共产中国的国内危机：至1964年》情报文件第82页中称，毛泽东本人认为，1960-1961年间有超过500万人“非正常死亡”。而中国社科院研究员、公安部人口学专家王维志自1961-1962年起通过研究调查，认为在1959年-1961年三年里，非正常死亡大约3300万－3500万。1999年英文版《共產主義黑皮書》稱之為“史上最大饑荒”，约3000万人因此死亡。2008年，香港中文大學出版的《中华人民共和国史》列举各方观点，结论是从1959年到1961年，非正常死亡人数为2144万，如果从1958年算起，那总数接近3000万。《大英百科全书》称中国大跃进造成了1959-1962年间约有2000万人饿死、1959-1961年间中国饥荒造成1500万–3000万人死亡。下表展示已公开的研究数据或档案数据。
| 死亡人数估计（单位：万） | 研究人员       | 年份   | 备注及参考资料 |
| ------------------------ | -------------- | ------ | --- |
| 5500                     | 余习广         | 2005年 | 前中共中央党校教师余习广经过约20年的档案研究，出版《大躍進・苦日子上書集》一书，认为大饥荒期间非正常死亡人数达5500万，该数字获得历史学家冯客、北卡罗来纳大学威明顿分校教授陈意新等人的引用。 |
| 4500                     | 冯客           | 2010年 | 荷兰历史学家、香港大学教授冯客出版《毛泽东的大饥荒——1958-1962年的中国浩劫史》一书，指出他用了四年遍阅全国解密档案，认为1958年初至1962年底的大饥荒至少造成4500万人非正常死亡，其中至少250万人（占总体6%-8%）死于酷刑或直接处决。                                                                      |
| 4300-4600                | 陈一谘         | 1996年 | 英国记者杰斯帕·贝克于1996年出版《饿鬼：毛时代大饥荒揭秘》一书披露，前中国经济体制改革研究所所长陈一谘在接受采访时表示，体改所曾组织了一支200人的调查队伍，到各省查阅了党内文件和记录，报告约有4300万-4600万人死于大饥荒。此外，该书披露在中共党内高级干部会议上，还有人引用5000万-6000万的死亡数字。 |
| 4000                     | 金辉           | 1993年 | 上海大学学者金辉（笔名）发表文章，认为大饥荒非正常死亡人数可能在4000万以上。 |
| 4000                     | 廖盖隆         | 2000年 | 前中共中央党史研究室副主任廖盖隆披露，饥荒导致的非正常死亡人数达4000万。 |
| 3500-4400                | 丁抒           | 1997年 | 学者丁抒出版《人禍：「大躍進」與大飢荒》一书，計算出1959-1961三年間的非正常死亡人數約達3500萬─4400萬左右。 |
| 3756                     | 曹思源         | 2010年 | 前中央政府智囊团成员、法学学者曹思源根據中央檔案館解密檔案，认为大饥荒餓死3756萬。 |
| 3600                     | 茅于轼         | 2014年 | 中国经济学家茅于轼发表论文，认为1959-1961年间中国大陆非正常死亡人数为3600万。 |
| 3600                     | 杨继绳         | 2008年 | 前新华社高级记者杨继绳出版《墓碑》一书，认为在1958年到1962年的大饥荒期间中国大陆有3600万人饿死。 |
| 3456.8                   | 李澈           | 2012年 | 汕头大学医学院教授李澈发表文章，认为1959-1961三年中国大陆非正常死亡人数是3029.7万，1958-1962五年非正常死亡人数是3456.8万，并认为该结果补充和印证了此前王维志、杨继绳及曹树基、丁抒、林蕴辉等人的结论。                                                                                               |
| 3250                     | 曹树基         | 2005年 | 上海交通大学历史系教授曹树基的研究认为非正常死亡人数在3250万人左右。 |
| 3000                     | 林蕴晖         | 2009年 | 国防大学教授林蕴晖利用各省官方公布的人口数字计算，得出1958年到1962年间中国大陆因大跃进导致的非正常死亡人数约为3000万。 |
| 3000                     | 巴尼斯特       | 1987年 | 美国人口学家、美國人口普查局国际研究中心主任巴尼斯特（J. Banister）在其著作《中国的人口变迁（China's Changing Population）》一书中，估算1958-1961年间非正常死亡人数在3000万人左右。 |
| 3000                     | 阿什顿，等     | 1984年 | 阿什顿（笔名）等人发表論文，估算1958-1962年间中国大陆非正常死亡3000万人，与此同时減少出生3300万人。 |
| 2850.9                   | 卡诺           | 1985年 | 法国国家人口研究所所长卡诺（G. Calot）修订之后的数据是，1958-1962年五年非正常死亡人口为2850.9万人，四年少出生3197.85万人，人口总损失6048.8万人。 |
| 2700                     | 科尔           | 1984年 | 美國人口学家、普林斯頓大學人口研究所所長安斯利·科爾在其著作《1952-1982：中国的快速人口变化（Rapid Population Change in China, 1952-1982）》一书中，认为中国大跃进期间的非正常死亡人数约在2700万人左右。                                                                                              |
| 2000-3000                | 費正清         | 2006年 | 美国哈佛大學汉学家費正清在再版的《中國新史》一书中，認為1958-1960年餓死人數是2000萬-3000萬。 |
| 2300                     | 彭希哲         | 1987年 | 前中国人口学会副会长、上海复旦大学教授彭希哲发表论文，认为1958-1962年间非正常死亡人口数约为2300万。 |
| 2200                     | 李成瑞         | 1997年 | 中国國家統計局局長李成瑞发文认为，蒋正华的1700万死亡数字和美国人口学家安斯利·科爾的2700万死亡数字最為可靠，兩者綜合考慮取死亡数字2200万人。 |
| 1530-2470                | 李若建         | 1998年 | 中山大学人口研究所所长李若建教授认为，因饥荒而死亡的人口数在1530万到2470万之间。 |
| 1700                     | 蒋正华、李南   | 1986年 | 西安交通大學人口研究所所长蒋正华教授接受了国家计生委和国家统计局联合下达的课题，以生命表的純統計學方式計算出死亡1700万。这项结果收入《中国人口年鉴·1987》，一般被学界认为是实际人口损失的下限。 |
| 1500                     | 中国科学院     | 1989年 | 中国科学院国情分析研究小组认为“按保守的估计，因营养不良而死亡约1500万人”（《生存与发展》第39页，科学出版社，1989年）。 |
| 400-500                  | 程恩富、詹志华 | 2017年 | 中国社会科学院马克思主义研究院院长程恩富与福州大学的詹志华发表论文，认为1959-1961年非正常死亡人数为400万-500万人。 |
| 250                      | 孙经先         | 2011年 | 徐州师范大学数学教授孙经先作出的死亡人数估计为学界最低，他认为三年困难时期的“营养性死亡”（孙经先认为饿死只占“营养性死亡”一小部分）人数在250万以下。孙经先同杨继绳、曹树基、洪振快、蒋正华等人发生了激烈的辩论。                                                                                      |

### 虚假宣传
1960－1961年，包括中共中央主席毛泽东在内的中共领导人，都曾对来访外宾保证说中国人有足够的粮食。中国政府甚至下令临时出国人员不得在国外购買食物，以免泄露国情。1961年9月，退役的英国陆军元帅蒙哥马利来访中国，从9月6日开始，蒙哥马利对中国各地进行了参观访问。在延安访问期间，蒙哥马利受到蒙骗，误以为中国没有闹饥荒。其访问中国期间，和党主席毛泽东见面谈话2次，亦与总理周恩来和外交部长陈毅等中共高级干部多次见面。除了蒙哥马利，後來擔任法國總統的密特朗也被宣传欺騙。美国记者埃德加·斯诺在大跃进期间周游中国后报道称“关于饥荒的事情全是不真实的谎言”。
进入1980年代后，随着有关资料逐步解密，饥荒情况方才为外界所知。

### 各省情况

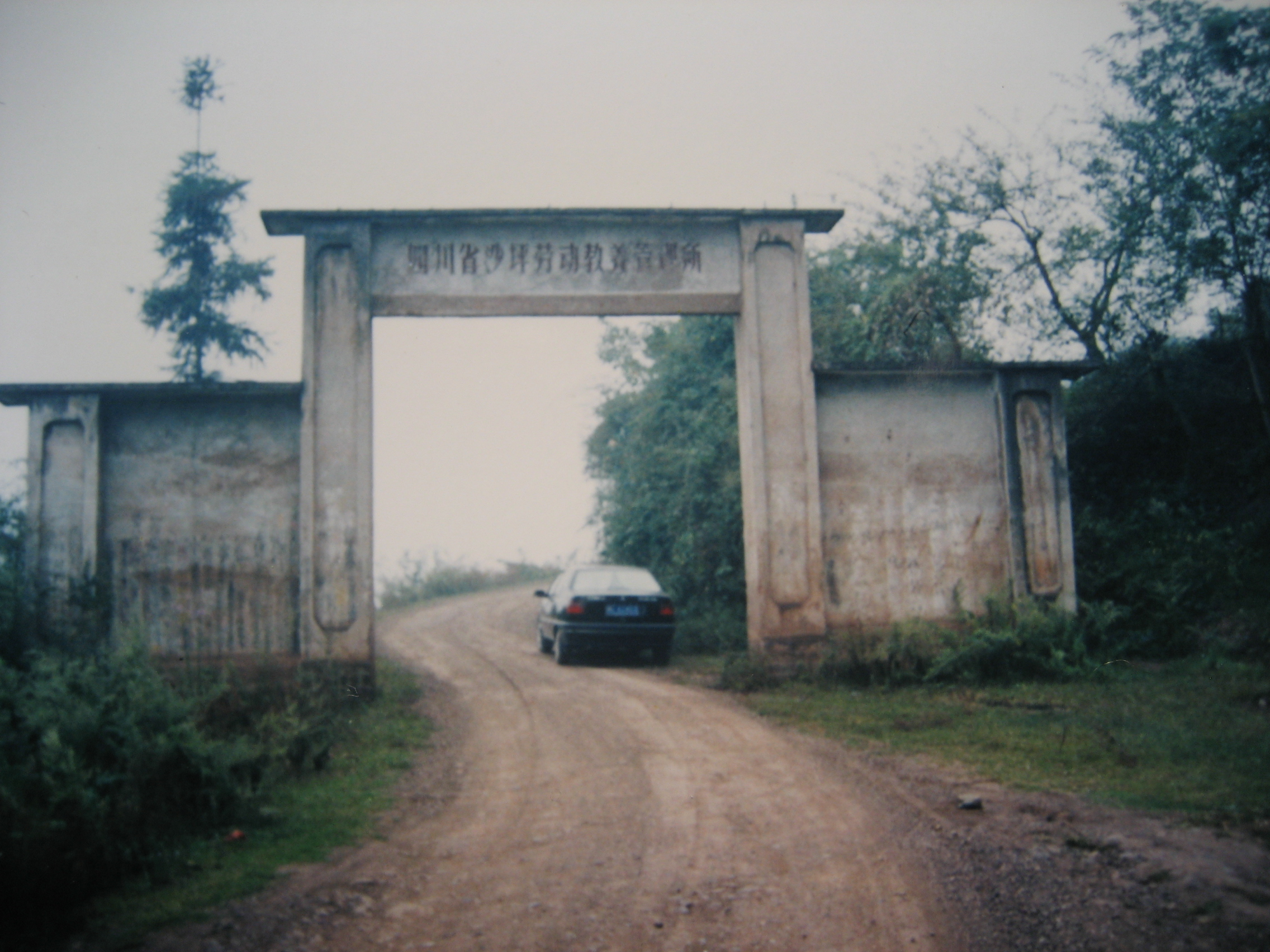
四川省沙坪劳动教养管理所：大饥荒期间2600余名青少年“劳教犯”在此丧命。

- 四川：四川省原政协主席廖伯康曾经表示，大饥荒四川“死了1000万人”，并直接导致四川省经济衰退，退出比较发达省份的序列，成为和湖南、江西、湖北一样的中下等经济省份[89][168][169]。这个数字与载《中国人口科学》上海交大曹树基教授的研究结论940万相吻合[170]。根据官方的《四川省志》，四川人口从1958年到1961年连续四年负增长，1960年人口死亡率达到了最高的53.97‰，当年全省有65个县人口负增长超过 50‰，17个县超过80‰，7个县超过100‰[171]:458。1961年底全省人口为6459.2万人，比57年的7081万人，减少约621.8万人[172]:102。其中仅乐山专区1958-1961年人口即减少55万[173]，南充专区人口减少36.5万[174]；记者惠文在成都平原简阳县进行整社时写下了日记，在题名为《无声无息的代价》的一则日记中，他写石盘公社的六合、中和两个大队1958年转为公社时人口为2580人。但到了1962年11月，死去590人。石盘公社的大石、边界两队，1958年转公社时人口为246人，到1962年11月份，只剩下132人，死去46.47％。普安公社人口也由12000人左右下降为6900人左右。青龙公社的人也死了40％以上。”[175]
- 安徽：當時安徽副省長张恺帆在回忆录中表示，安徽全省1959年至1961年实际死亡人数是548万，除去正常死亡数、逃亡及失踪数等，安徽饿死500万人[176]。而依据地方志，可以推测大饥荒期间安徽非正常死亡应有400万人，最低估计也不应少于350万人[177]。中共中監委農村處處長李堅調查安徽截至1961年3、4月間餓死人的總數，將生產隊、公社，再到每個縣的統計數字逐級彙總，安徽全省餓死人總數350萬，正式上報為300萬。中組部部長安子文在文革後表示：核實結果，安徽餓死350萬沒錯[178]。根据丁人卜的《难忘的岁月──安徽省无为县共产风史录》，无为县1958年到1960年三年，全县982,979人口中，非正常死亡和饿死了320,422人，百分比为32.5%[179]。原安徽省亳县人大、人委办公室副主任梁志远回忆称：“全县农村71万人口，据多点调查推算，死亡人口达20万人以上，人吃人多处发生。”[89]
- 河南：依据地方志，1958－1960年河南共死亡325.9万人，其中1960年死亡193.8万人，粗略估计非正常死亡约150万人，主要发生在1960年，达135万人[177]。南阳：1960-1961年间全区共减少27.6万人[180]；许昌：1959-1961年全区共减少8.5万人[181]；商丘：1959-1961年全区共减少5.4万人[182]。
- 河北：1958年4月至8月在河北景縣，曹樸莊、白王柯枝和沈家李志窯三個村就因糧食虛報，加上有關部門和上級拖延應對，造成糧食供應困難，導致共8人餓死、另1人自殺。事後地方當局關注，而組成省、地、縣三級聯合調查組到當地查明情況，但中共河北省委是在過了兩個半月後，才轉發調查組已上交的報告給中共天津市委等其他機關[183]。
- 山东：根据张广友《抹不掉的记忆——共和国重大事件纪实》中，援引山东省一位领导1960年的大会讲话内容“山东省过去（1957年）人口为5500万，不到3年的时间，现在（1960年冬天）还有5000万，减少了500万[184]。”
- 甘肃：1954年5月张仲良调任甘肃省委书记，第一书记，兼省政协主席、省军区政委。是三年大饥饿时期，治下饿死人最多的五个地方最高长官之一。三年困難時期該省餓死的人口達100萬[185]。甘肃定西地区的通渭、会宁、定西等县，以及平凉地区的静宁县和宁夏的西海固地区这一带县皆发生过饿死人的现象[186] 。特别的是，甘肃酒泉境内的夹边沟农场曾爆发过“夹边沟惨案”[187][188]。
- 贵州：官方统计数字指1959年至1961年贵州省全省共饿死250多万人，而曹树基在《大饥荒：1959—1961年的中国人口》中认为全省非正常死亡174.6万人[189]。1960年6月，贵州省江口县农民大量饿死，一说全县不足10万人却饿死了4万人；而经查证，《江口县志》记载的该县1959—1961年三年合计死亡5105人，占全县人口的4.6%[190]。
- 浙江：浙江的非正常死亡14.1万人[191]。
- 陕西：2013年，习近平的弟弟习远平在陕西省委党报《陕西日报》上发表文章，纪念父亲习仲勋诞辰100周年，其中提到陕西也发生了饥荒[192]。
- 湖南：据湖南省统计局公布的《湖南统计年鉴—2021》数据显示，1959年-1961年间，湖南省出现了死亡人口剧增，出生人口锐减的情况。具体见下表。

| 年份 | 出生人口/万人 | 死亡人口/万人 | 出生率/‰ | 死亡率/‰ |
| ---- | ------------- | ------------- | -------- | -------- |
| 1955 | 107.32        | 56.46         | 31.10‰   | 16.36‰   |
| 1956 | 103.27        | 40.17         | 29.59‰   | 11.51‰   |
| 1957 | 119.00        | 37.01         | 33.47‰   | 10.41‰   |
| 1958 | 108.99        | 42.38         | 29.96‰   | 11.65‰   |
| 1959 | 88.38         | 47.83         | 24.00‰   | 12.99‰   |
| 1960 | 70.76         | 106.81        | 19.49‰   | 29.42‰   |
| 1961 | 44.27         | 61.86         | 12.51‰   | 17.48‰   |
| 1962 | 147.14        | 36.36         | 41.40‰   | 10.23‰   |
| 1963 | 172.97        | 37.53         | 47.29‰   | 10.26‰   |
| 1964 | 158.26        | 48.30         | 42.20‰   | 12.88‰   |

| 省名   | 全部府数 | 灾区府数 | 全部县数 | 灾区县数 | 灾前人口 | 非正常死亡人口 | 比例  | 排序 |
| ------ | -------- | -------- | -------- | -------- | -------- | -------------- | ----- | ---- |
| 安徽   | 13.0     | 13.0     | 74.6     | 73.6     | 3446.0   | 633.0          | 18.37 | 1    |
| 四川   | 26.0     | 23.0     | 201.0    | 188.0    | 7191.5   | 940.2          | 13.07 | 2    |
| 贵州   | 16.0     | 15.0     | 81.0     | 74.0     | 1706.4   | 174.6          | 10.23 | 3    |
| 湖南   | 17.0     | 17.0     | 96.0     | 91.0     | 3651.9   | 248.6          | 6.81  | 4    |
| 甘肃   | 13.0     | 12.0     | 108.0    | 87.3     | 1585.7   | 102.3          | 6.45  | 5    |
| 河南   | 13.0     | 13.0     | 128.7    | 106.7    | 4805.8   | 293.9          | 6.12  | 6    |
| 广西   | 12.0     | 12.0     | 75.0     | 72.7     | 2009.9   | 93.1           | 4.63  | 7    |
| 云南   | 22.0     | 22.0     | 132.0    | 112.0    | 1918.3   | 80.4           | 4.19  | 8    |
| 山东   | 12.0     | 12.0     | 140.0    | 126.0    | 5343.5   | 180.6          | 3.38  | 9    |
| 江苏   | 12.0     | 11.0     | 84.0     | 63.0     | 5296.3   | 152.7          | 2.88  | 10   |
| 湖北   | 11.0     | 11.0     | 79.8     | 72.6     | 3074.9   | 67.5           | 2.20  | 11   |
| 福建   | 11.0     | 11.0     | 70.0     | 56.0     | 1547.9   | 31.3           | 2.02  | 12   |
| 辽宁   |          |          |          |          | 1931.0   | 33.0           | 1.71  | 13   |
| 广东   | 15.0     | 12.0     | 110.0    | 72.0     | 3839.3   | 65.7           | 1.71  | 14   |
| 黑龙江 |          |          |          |          | 1564.0   | 19.0           | 1.21  | 15   |
| 河北   | 18.0     | 17.0     | 183.0    | 135.0    | 5544.6   | 61.0           | 1.10  | 16   |
| 江西   | 14.0     | 13.0     | 89.0     | 51.0     | 1713.6   | 18.1           | 1.06  | 17   |
| 陕西   | 12.0     | 4.0      | 101.0    | 30.3     | 1832.0   | 18.7           | 1.02  | 18   |
| 吉林   |          |          |          |          | 1280.9   | 12.0           | 0.94  | 19   |
| 浙江   | 11.0     | 10.0     | 91.0     | 51.4     | 2570.3   | 14.1           | 0.55  | 20   |
| 山西   |          |          |          |          | 1621.1   | 6.0            | 0.37  | 21   |
| 合计   | 248.0    | 228.0    | 1844.1   | 1462.6   | 63474.9  | 3245.8         | 5.11  |      |

### 暴力事件

#### 吃人事件
於是各個農村的公共食堂糧食短缺，導致了嚴重的饑荒，有許多人因此被餓死，甚至出現人吃人的現象。艾塞克斯大学历史系讲师周遜（时任香港大学历史系助理教授，冯客的助手），從中國官方檔案中節選出121個，2012年由耶魯大學出版社出版檔案彙編《中國大饑荒，1958-1962》，檔案中包括饿死與人吃人的記載。1988年，作家沙青的《依稀大地湾》获大陆“中国潮”报告文学一等奖，其中纪录了大饥荒时期的真实片段：“有一户农家，吃得只剩了父亲和一男一女两个孩子。一天，父亲将女儿赶出门去，等女孩回家时，弟弟不见了，锅裡浮着一层白花花油乎乎的东西，灶边扔着一具骨头。几天之后，父亲又往锅裡添水，然后招呼女儿过去。女孩吓得躲在门外大哭，哀求道：‘大大（爸爸），别吃我，我给你搂草、烧火，吃了我没人给你做活。’”
- 四川：前四川泸州中共地委书记邓自力说：“卖人肉吃人肉的可怕的事也发生了。宜宾市就发生了将小孩骗到家中，整死煮熟后作为兔肉到街上卖的事。长宁（县）是个烂摊子，20多万人口就饿死了7万多。肿病流行，省委调拨了些粮来，社员又无钱买。[198]」
- 甘肃：三年困难时期任甘肃临夏州委书记的李磊在她的自传体著作《悠悠岁月》一书中提及临夏市所属的十个公社中，「588人吃掉337具尸体。例如红台公社小门沟生产队共吃掉尸体125具，活人五名。小门沟生产队8个作业队，有六个发生吃人的情况。23户吃掉57人。社员白一努先后吃了8个人，其中有父、妻、女三代人。李尕六吃了自己的两个死孩子，李尕六死后又被社员胡八吃了，胡八死后，又被肖正志吃了。」此外，一位英国历史学家在中国调查时，曾获得关于临夏地区人吃人的官方内部调查资料[199]。2008年10月，新闻出版总署署长杜导正主办的《炎黄春秋》杂志以《通渭问题——“大跃进”五十周年祭》为题报道了甘肃通渭“人吃人”的惨状[200]。2013年11月20日，美國勞改基金會在華盛頓的國會山莊向媒體公佈了安徽和甘肅兩省人吃人事件的中国官方調查文件[201]，根據該文件，臨夏以及和政兩地共有75人被吃掉，其中11人是被殺死後吃掉[185]。
- 安徽：1961年4月23日，安徽省公安厅向安徽省委写了《关于发生特殊案件情况的报告》，當中提到“自1959年以来，共发生（吃人事件）1289起，其中阜阳专区9个县发生302起，蚌埠专区15个县发生721起，芜湖专区3个县发生55起，六安专区5个县发生8起，安庆专区2个县发生2起，合肥市3个县发生201起。发生时间，绝大部分在1959年冬和1960年春。”[202][203] 其中，安徽省亳县每个公社都发生了人吃人[204]，据原安徽省亳县人大、人委办公室副主任梁志远回忆：“全县农村71万人口，据多点调查推算，死亡人口达20万人以上，人吃人多处发生。”[89]
- 山东：时任中共山东省委副书记兼省长赵健民在一次发言中说：据不完全统计，从1958年冬到1960年上半年这一年半时间内，全省非正常死亡65万人，外流109万人，人吃人的现象有文字材料的就有23起，没有文字但有口头汇报的还有十多起[205]。
- 青海：1960年5月13日，青海省公安厅给省委写《关于西宁地区当前治安情况的报告》，报告中称西宁市和湟中县发生人相食案件300多起[202][203]。
- 贵州：于1959年至1979年在贵州省公安厅工作的晏乐斌回忆表示他曾在1961年“发现一位40来岁的妇女正在她家堂屋用菜刀砍一具小孩的尸体，这个小孩尸体的手脚被肢解，头部已砍下放在一边，尸体发出腥臭，我们询问她为什么杀孩子，她回答：‘不，不，不，不是我杀的，是孩子今天早上饿死的，全家人饿饭，没有办法，为了救命，不得不拿来吃啊！’又说：‘哪个人狠心吃自己的孩子啊！’”[189]据湄潭县县委办公室负责人介绍，1959年至1960年5月，“全县出现了人吃人，杀人而食，易子而食的惨剧，吃死人就更多了”[189]。
- 湖南：劉家遠殺子食子案為發生在1960年的湖南澧縣，三年大饑荒導致劉家遠家中同樣受到衝擊。家中斷炊已久，餓得奄奄一息的劉家遠，最終將兒子殺害並充飢。事件發生後，劉家遠被逮捕。該事件也成為三年大饑荒時期的人相食證明。[206][207]

#### 民众暴动
1964年7月，美国中央情报局发布的一份报告第81-82页提到，1960年10月、11月，在数个灾情严重的省份突然出现大规模异议事件，尤其是山东和河南，其中河南的民众暴动尤为严重、波及全省，许多军队组织亦加入了起义，瘫痪了地方政权并处决共产党干部。该中情局报告提到，林彪在1961年1月曾警告当年可能出现更多类似政治事件并要求采取特别措施确保军队受控，而该报告进一步指出：
中国东部和北部受灾地区严重食物短缺所造成的饥荒，是导致民众暴动的基本原因。尽管共产中国的领导人极力否认饥荒发生，但各方面的大量证据显示，这一时期因营养不良而导致的疾病（如水肿和肝炎）大范围爆发，造成死亡率激增。西藏文件显示，1960-1961年冬季，中国第一军百分之十的军人有家属“非正常死亡”，佐证了周恩来于二月份所述的“生存条件艰难”。 此外，毛泽东本人认为（1961年10月在与伯纳德·蒙哥马利谈论共产中国人口问题时，无意中谈到），1960-1961年共有超过500万人“非正常死亡”。 
为确保解放军的效忠，中共领导人迅速增加了军队的物资配给，提高了军人及家属的医疗待遇，并在全军上下展开异议调查、进行高强度思想训诫。
- 崖县暴乱

1958年12月，廣東省崖縣（現屬海南）發生暴亂，參加者近3000人，殺死水庫工地主任等4人。暴亂平息後，有105人被以反革命罪判刑。
- 「順天會保民軍」

1958年，福建省建甌縣躍進公社組織200餘人燒炭、挖礦、煉鐵，工人吃睡在山上。有不滿者利用原來的刀會，組織「順天會保民軍」，殺死鄉長及其兄弟2人。
- 山东紅槍會

1960年3月21日，山東益都縣「紅槍會」發起暴亂，打死幹部1人，打傷7人。事後發生了大量捕人的情况，僅第一季度共捕2048人。
- 刘桂阳案

1960年7月，湖南籍女工刘桂陽为反映民众的困苦，在国务院北门外请愿、张贴标语，被定性为现行反革命案件，在文革後被平反。
- 信阳事件

河南省信阳专区地委书记路宪文禁止信阳专区农民逃荒，派出多队巡视员拦截逃荒者，并禁止当地信件外流。
- 河北還鄉道等

1961年1月，河北省永年縣以曹某為首，串連糾合八個村的「還鄉道」、「梅花拳」、「黄沙會」等道徒，企图砸搶糧庫，進行暴亂。
- 中国劳动党

在饿死20余万人的安徽无为县，1960年由原北京大学哲学系学生黄立众（1956年考入北大，因说农村有人饿死，被校长陆平开除）看到众多乡亲被饿死组织而组建了“中国劳动党”，并针对当时的情况制定了《惩治官僚主义腐败分子临时条例》，准备在1961年春节期间发动暴动，后被两个连的部队剿灭。1982年安徽省高级人民法院给予部分平反。

## 饥荒成因

### 三面红旗

#### 大跃进
1957年11月13日，《人民日报》发表社论提出了“大跃进”的口号，1958年大跃进运动在中国大陆全面展开。1958年5月，毛泽东在中共八大二次会议上强调要破除迷信，解放思想，发扬敢想敢说敢做的创造精神，会后全国各条战线上迅速掀起了大跃进的高潮。为“超英赶美”，出现了“大炼钢铁”运动和“浮夸风”。大炼鋼鐵浪费了大量人力，至1958年底投入炼钢的农村劳动力达到9千万人，农村大量人口去大炼钢铁，导致无法及时收割粮食；例如四川省《巫山縣誌》就記載：「農村青壯勞力上山煉鋼鐵，田間生產僅依靠老嫗婦孺，成熟糧食多爛在田裡，豐收未能歸倉」。此外，1958年全国一度有超6千万农业劳动力被投入进行各类“小、土、群”工业生产，当时一些地区还出现了水利化运动或“水利大跃进”，大量兴修水库，导致农业劳动力匮乏、粮食歉收，加重了大饥荒；譬如江苏省一度有约690万人在参与兴修水利（占全省劳动力总数43%），安徽省则有超500万民工被派上了水利工地，而山东省1959年秋冬有887万青壮年去修水库。
而浮夸风也是导致经济困难的重要原因之一，期间农业生产“放卫星”，夸大、虚报粮食产量，知名的口号包括“人有多大胆，地有多大产”等等。另一方面，大跃进运动及其后的“农业学大寨”严重破坏了生态环境，对农业生产亦造成了负面影响。1961年1月，中共八届九中全会批准了“八字方针”，标志着大跃进运动实际上已被停止，国民经济开始进行调整。

#### 人民公社

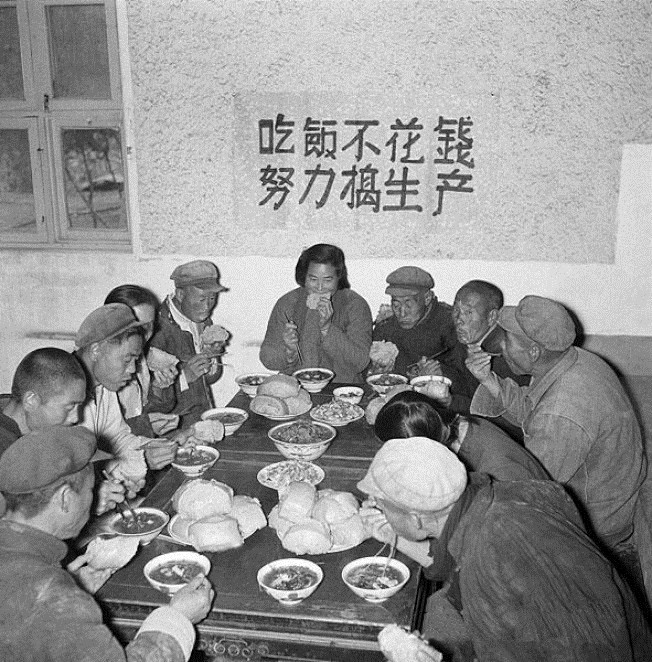
人民公社的公共食堂

1958年8月，在毛泽东的肯定下，中国大陆农村地区兴起了“人民公社化运动”，由农业生产合作社联合形成人民公社。8月29日，中共中央政治局在北戴河会议期间，通过了《中共中央关于在农村建立人民公社问题的决议》，要求全国各地尽快地将小社并大社，转为人民公社。截至1958年年底，中国大陆74万个农业合作社合并成为2.6万个人民公社，参加公社的农户有1.2亿户，全国99%以上的农民参加了公社。
早期的人民公社推行“公共食堂”制度，至1958年秋有超过265万个公共食堂投入运作，许多公社不再把口粮分配到户，而至1958年底全国公共食堂达到了345万个，在公共食堂吃饭的人口占全国农村总人口的90%以上。公共食堂中吃饭不要钱，鼓励社员“放开肚皮吃”，且农民无法自由退出食堂，出现过度消耗和粮食浪费，是导致饥荒的重要原因之一。1961年5月下旬至6月上旬，经过中央工作会议的讨论，中央下发《农村人民公社工作条例（修正草案）》，对人民公社制度进行了调整，正式取消了部分供给制和公共食堂。另一方面，人民公社制度实行不计报酬的劳动，又导致劳动效率急剧低下，在极端的平均主义下，也导致了人民生产积极性低。

### 打麻雀运动

打麻雀运动造成严重的生态灾难

1955年下半年，毛泽东在组织起草农业发展纲要草案（即《农业十七条》）过程中，决定将麻雀与老鼠、苍蝇、蚊子一起列为必除的“四害”。1956年1月，经中共中央政治局讨论、最高国务会议正式通过扩充版本的《纲要草案》，其中第27条规定：从1956年开始，分别在5年、7年或者12年内，在一切可能的地方，基本上消灭老鼠、麻雀、苍蝇、蚊子。“打麻雀运动”正式兴起后，1956年包括朱洗在内的一批生物学家提出反对意见，但未起作用；1957年1月18日《北京日报》发表了时任教育部副部长周建人的文章《麻雀显然是害鸟》，提出“社会已经改变了，但旧社会的某些思想方法或观点仍然会残留着”，并断定“害鸟应当扑灭，不必犹豫”。
大跃进初期，大规模的“除四害运动”在全国范围内兴起，1958年3月-5月间，毛泽东在数次中央工作会议以及八大二次会议上，都号召要消灭麻雀。据不完全的统计，1958年全国捕杀麻雀2亿多只（一说约21.1亿），结果到了1959年的春天，中国许多城市街道两侧的树叶几乎都被害虫吃光了。殲滅麻雀的結果使農田當中的害蟲幾乎沒有天敵，而讓次年的糧食嚴重欠收，發生極為嚴重的饥荒問題。中国科学院实验生物所所长朱洗、中国科学院生理研究所研究员冯德培、张香桐等科学家强烈要求为麻雀“平反”。1959年11月27日，中科院党组书记张劲夫就麻雀问题写了一份报告，并附上了这些科学家和国外科学家的看法，两天后获得毛泽东批示：“张劲夫的报告印发各同志。” 1960年3月18日，毛泽东起草的《中共中央关于卫生工作的指示》中提出：“麻雀不要打了，代之以臭虫，口号是‘除掉老鼠、臭虫、苍蝇、蚊虫’。” 消灭麻雀运动终于得以正式停止。

### 制度因素

#### 统购统销
農村除了口糧、種子、飼料以外的糧米全須上繳，而糧食則交由人民公社的公共大食堂負責，農民不能儲糧。當中央派員到地方徵收糧食時，是以地方幹部上報被严重夸大的糧食產量來計算徵收量的。征收量超出实际粮食产量，地方幹部為了填補缺口，逼迫農民將口糧、種子、飼料也全都上繳。經濟學家孟昕、钱楠筠研究大饥荒的制度原因，發現1959年大饥荒開始的時候，糧食產量是食用所需的三倍以上。而人均糧食產量高的地區，反而餓死的比率比較高。他們認為這是中央計畫經濟下，政府難以蒐集產量新資訊並且作出調整的結果。
1956年初，初级农业生产合作社已经普遍建立，正在大批向高级农业生产合作社转变。同年10月6日，国务院出台《关于农业生产合作社统购统销的规定》，施行粮食统购和农村统销。“不论高级社或初级社，一般以社为单位，根据一九五五年分户，分社核定的粮食定产、定购、定销数字，统一计算和拟定。归社统一计算的结果，粮食有余的为余粮社，粮食不余不缺的为自足社，粮食不足的为缺粮社。”合作化后，国家不再跟农户发生直接的粮食关系。国家在农村统购统销的户头，就由原来的一亿几千万农户简化成了几十万个合作社。《规定》提出：“国家对粮食丰收地区的余粮社，可以在定购数量以外，适当增购一部分，但增购部分不得超过余粮社增产部分的40%。”1957年10月11日，国务院又作出补充规定，根据一九五六年的经验和供销矛盾的新发展，提出在坚持“三定”的基础上，实行以丰补歉的方针。对超过粮食“三定”的余粮社、自足社，必须增购一部分粮食，对缺粮社必须减销一部分粮食。
1959年4月，国务院秘书厅把山东、江苏、河南、河北、安徽缺粮的情况上报给毛泽东，又把15省多达2500万人缺粮挨饿的情况上报。面对这样大面积的灾情，毛泽东没有采取任何全面措施，反而在1960年初继续“大跃进”。1958-1960年期间，向农民征购的粮食年度量一直保持增加状态。1960年4月，大饥荒最为严重的时候，国家粮食库存为403.51亿斤，相当于1.4亿人一年的口粮，假如当时能够拿出一半库存粮食来救人，也不会饿死人。最终，1959到1961年平均征购数占粮食总产量的34.4%，超正常年份的20%左右。

#### 户籍制度
1958年1月9日，《中华人民共和国户口登记条例》实行，取消了农民自由迁徙权，这样事实上的农村隔离封锁政策使得信息传递以及逃荒成为不可能。而1958年又正是中国农村大饥荒的起始年。
大饥荒出现以后，饥民逃荒开始增多，但各级政府对流动人口严加控制。一方面要求各地阻止农民外逃，另一方面，对逃荒农民严格管理，有的地方以“流窜犯”的名义加以拘留、拷打、游街，更多的是收容遣返。1962年10月19日，公安部长谢富治在全国政法工作会议上的讲话中披露，1960年流动人口曾经达到600万，1961年1月－8月，全国收容207万人，1962年1月－8月全国共收容140万人，全年估计收容近200万人。
中共党營媒体人民网——《国家人文历史》则总结指出：在户籍制度严格执行的时代，“禁止农民流动求生”，农村人无法离开土地，只能在家等死。并称“按保守估计，农村有上千万人饿死。”

#### 高压管控
1998年諾貝爾經濟學獎得主和饥荒研究专家阿马蒂亚·森认为，绝大多数饥荒的起因，不仅是因为糧食減產，也因为不合理或者是低效的糧食分配，而且通常结合着对于问题严重程度认识的匮乏甚至是被有意的误导。在中国这场59－61年的大饥荒中，城镇居民享有定量的口粮。与此相对比的是，因为新的集体经济，农村的下级官员因抢着虚报他们公社收获产量，而留给当地农民很少剩余。阿马蒂亚·森认为导致饥荒的自然原因，比如天災，在导致包含中国大饥荒在内的现代饥荒的各种原因中是相当次要的，因为这些自然因素很容易通过合理的政府经济政策来应对。而当时的中国在毛泽东的经济政策每年饿死百万计人的情况下，却没有在议会或者报纸出现批评的声音。因为缺乏反对党和新闻自由，经济政策持续三年而没有得到校正，从而造成了现代社会最大规模的饥荒。
《毛澤東的大饑荒》作者冯客教授查阅了中國官方的档案后发现，“非正常死亡人口”中，不仅仅包括了饥饿所导致的死亡，还有一部分死于阶级斗争。在大饥荒中饥饿的人，很多是因被减少给予食物的量而导致的。因为人们的住房被拆，财产归公社所有、不能自己烧饭，所以人人都需要被公社“喂养”，不能劳动的病、弱者被视为负担，他们所分得的食物也会因其劳动量的减少而缩减。
安徽省公安厅原常务副厅长尹曙生于中共党办的人民网刊文《“大跃进”后为什么没有出现大规模的动乱？》，记载了安徽省当时，有近几十万农民在饥饿死亡面前逃往山区去找野生动、植物充饥而被公安机关等暴力武装机关抓回打成“反坏分子”，其并明确指出：“大跃进”时期安徽饿死了那么多人，同不断进行以“镇压反革命”为名而野蛮进行社会控制，密切有关。
历史学家宋永毅则据中国公安部的一个绝密报告披露，仅1957年就有过数百起中国农民的要饭吃的所谓叛乱，甚至遭到正规军队使用机关枪进行武装镇压。由宋永毅主編，哈佛大學與香港中文大學出版的《中國大躍進—大饑荒數據庫(1958–1962)》包含七千多份檔案資料，二千多萬字，其中有三千多份中共內部檔案。宋永毅在總導言中表示，大饑荒的本質，是中共對中國農民進行的一場的“糧食戰爭”。

### 外部因素
| 年份 | 出口    | 进口  | 净出口   |
| ---- | ------- | ----- | -------- |
| 1950 | 122.58  | 6.69  | +115.89  |
| 1951 | 197.11  |       | +197.11  |
| 1952 | 152.88  | 0.01  | +152.87  |
| 1953 | 182.62  | 1.46  | +181.16  |
| 1954 | 171.10  | 3.00  | +168.10  |
| 1955 | 223.34  | 18.22 | +205.12  |
| 1956 | 265.12  | 14.92 | +250.20  |
| 1957 | 209.26  | 16.68 | +192.58  |
| 1958 | 288.34  | 22.35 | +265.99  |
| 1959 | 415.75  | 0.20  | +415.55  |
| 1960 | 272.04  | 6.63  | +265.41  |
| 合计 | 2500.14 | 90.16 | +2409.98 |

#### 对外出口
中华人民共和国为了体现国际主义和加强其他发展中国家和社会主义国家的友好关系，大举对外援助，也加剧了经济困难的程度。三年困难时期是中国大陆对外援助最踊跃的时期之一。在全国范围出现严重的饥荒的情况下，1958至1959年，中国政府仍然持续着往年的大量向苏联和东欧等社会主义国家出口粮食換取工業原料、機械及技術，以快速发展军事工业，致使粮食问题更加严重。1960年1月，与外交部、外贸部平行的中国对外经济联络总局成立，专门负责向外国赠送现款、食品等。就在大饥荒最严重的年份，外援激增，时任古巴领导人切·格瓦拉于1960年11月访华，中国给予对方6000万美元的贷款，时任国务院总理周恩来特别告诉格瓦拉，这钱“可以经过谈判不还”。1961年1月，中苏关系恶化，中国希望阿尔巴尼亚持反对赫鲁晓夫的立场，赠予五亿卢布，并用外汇从加拿大买小麦送给阿尔巴尼亚。此外，据解密的中华人民共和国外交部档案记载：
- 1960年4月，外交部决定以政府名义，无偿赠几内亚大米1万吨，还有支援阿尔巴尼亚15000吨小麦，援助刚果5000吨至1万吨小麦和大米[259]。
- 1961年8月，老挝来函要求支援稻种，中国政府决定援助15吨。
- 1965年5月10日，国务院总理周恩来在接见阿尔巴尼亚客人时表示，截至去年，建国14年来，对外援助金额达人民币108亿元，而已经使用的援助金额中，又以1960年至1964年的5年中最为集中。

南京大学经济学系教授尚长风分别在中共党办刊物《中共党史资料》 2009年03期发表了《1961年中国粮食进口研究》、《百年潮》 2010年04期发表了 《三年困难时期中国粮食进口实情》，公开了当时的粮食进口和外国援助情况。1959年的粮食产量比1957年度减少了2500万吨，而1959年的粮食出口却增加到415.75万吨，为历史最高。大饥荒最为严重的1960年，继续出口粮食272.04万吨，同时还出口大量的油类、鲜蛋、肉类、水果等当时极为珍贵的食品。直到1960年11月，中共中央发出《关于农村人民公社当前政策问题的紧急指示信》，要求全党用最大的努力坚决纠正各种“左”的偏差，开始紧急调运和进口粮食，并开始采取大幅度减少粮食征购、提高粮价等紧急救灾措施。

#### 苏联债务
1960年底，苏联体谅中国的国情，提出“还债的事可以延缓”。1961年初举行的中苏贸易会谈中，雙方同意延期还债。1960年时，中国欠苏联约3.5亿美元，折合人民币53亿元。中國從1950年代起欠蘇聯的債，大致可分為兩筆。第一筆是抗美援朝的軍火武器債務30億人民幣。1955年蘇軍從旅順撤退時，又移交了折價9.8億人民幣的裝備。這些軍事欠款，佔了中國對蘇欠款總額的六成以上。第二筆是中國在第一、第二個五年計劃期間，蘇聯援華的基礎工業機器設備。1964年，国务院总理周恩来在第三届全国人民代表大会第一次会议上作的《政府工作报告》中说：“我们在经济困难时期，不但没有借一分钱的外债，而且还把过去的外债几乎都还清了。”1961年，蘇聯在中國要求下借給中國20萬噸糧食，以緩解中國東北糧荒。时任苏共中央第一书记赫鲁晓夫则在其回忆录里叙述其曾向时任中国国务院总理周恩来当面提出支援，周恩来答复说：领导上已经讨论过了，决定对苏联同志表示感谢，但对援助表示拒绝，说会自行解决。在中国官方與民间舆论中，将苏联政府“背信弃义、撤走专家、逼债”归咎为造成三年困难时期的因素之一。沈志華表示：傳聞的蘇聯在與中國關係惡化後曾追逼還債，沒有看到任何歷史文獻的記載。

#### 中美关系
1962年，美國肯尼迪政府尝试通过粮食援助改善两国关系，但美国拒絕从台湾撤军，而中国堅持要求撤軍，并因此拒绝了援助。基于中国支持东南亚共产主义奪權以及中印战争等因素，肯尼迪政府最终放弃了对华政策调整和援助提议。

### 自然灾害

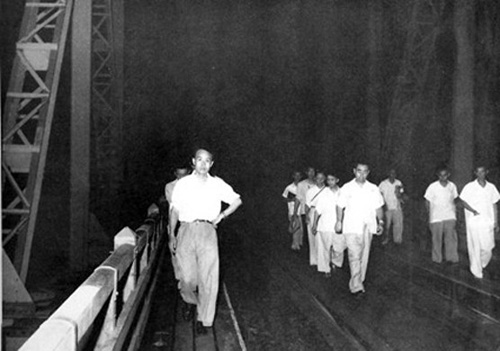
1958年黄河水灾期间，周恩来总理（中）查看济南泺口黄河铁路大桥，而此次防汛工作相对成功。

对于自然灾害在大饥荒中扮演的角色，存在一定争议。一方面，据《中国灾情报告》记载，1958年，“1-8月，全国大面积旱灾……冀、晋、陕、甘、青与西南川、滇、黔及华南粤、桂等省区。春旱时间长，波及面广，严重影响农作物播种、生长。河北省中部、东部连续200多天无雨雪……5月中旬……西南、华南及冀东持续干旱。入夏，华东、东北800多万顷农田受旱。吉林省266条小河、1384座水库干枯，为近30年未有的大旱。年内，旱灾波及24个省区2236万公顷农田。” 1959年，“1-4月，冀、黑严重春旱。” 1960年的旱灾期间，“1-9月，以北方为主的特大旱灾”、北方地区60%的农业耕地未有任何降水。1961年，旱情持续，但气候环境有所缓和，其中“1-9月，全国范围的特大旱灾。全国旱区受灾面积达3784.6万公顷，成灾1865.4万公顷。” 1962年，“1-9月，全国大面积旱灾。”
另一方面，据前新华社高级记者杨继绳的研究，前中国国家统计局局长薛暮桥曾说道“上面要什么数就给什么数”，且各级地方政府在层层上报灾情数据时，总是夸大自然灾害，既可以减少上交和得到救济，也可以减轻官员对饥荒死人的责任。杨继绳调查了全国范围内350个非政府气象站的气候数据，结果显示1958-1961年的气候属正常，并无特大旱灾、特大水灾或异常低温。许多国内外的学者和观察家也持有相似观点，认为自然灾害的程度和影响力被夸大了。一些学者通过对中华人民共和国成立后的气象日志研究指出，气候最恶劣的是1954年而非三年困难时期。历史学家冯客认为，大饥荒时期的许多水灾并不是由于异常天气所致，而是大跃进期间大规模地不合理修建灌溉工程所致。经济学家文贯中指，“根据当年的气象资料，1958年无论从官方的记载，还是老农的回忆来看，都是风调雨顺的一年。...... 至于1959年到1961年气候方面的负面影响，最多也只是局部性的，绝对不是蔓延全国且长达三年之久的大饥荒产生的主要原因。况且，受灾面积不等于成灾面积。在粮食供应充沛的条件下，即使发生大灾，农民也有体力和积极性将灾害损失控制到最小。” 此外，美国中央情报局在1964年7月31日的一份文件中称，中共政府试图将大部分责任归咎于自然灾害（将其称为“百年难遇”）并努力为毛泽东和中共中央脱责，但自然现象本身无法解释中国北部和东部受灾地区对政治和经济管控的崩溃，此外亦有大批地方干部甚至省部级官员被作为“替罪羊”遭到撤职和清算，以体现“毛主席永远正确”。以下展示部分档案数据和研究人员的分析。
- 在1949-1983年间，三十一年的年均“受灾面积”为3273万公顷，三十二年的年均“成灾面积”为1295万公顷，几乎年年都有自然灾害，但除了1959-1961年大饥荒期间，中国的粮食产量几乎都处于年年增长的状态[276][273][274]。
- 1960年降水量距平均值百分率约为负30％、属一般干旱，其干旱幅度与1955、1963、1965-1967等年份比，并非特别突出[277]。作为对比，1978年的旱灾远比1960年严重，而且恰处于文化大革命结束不久的“经济濒临崩溃”的时期，却没有出现大量饿死人的情况[45]。
- 1959、1961年降水量距平为约为80％、属一般涝年，但其涝程度远远低于1954、1973等年份；此外，1958年黄河中下游水灾，但防汛工作相对成功[278][279]。涝灾分为一般涝、大涝两个等级，1954年长江大涝，有人死在洪水之中，但也没有出现大规模饿死的现象[45]。4－10月是农作物生长期，这个时期的降水量直接影响农作物的产量，而从总的趋势上看，1959－1961年的生长季降水量距偏离幅度是40年来较小的，这三年是常态年份[45]。
- 气温对农作物的生长同样有重要影响，1958年－1961年的气温同历史平均水平的偏差比较正常，而1959-1961年气温偏离也不算大，没有出现超常低温[45]。

## 后续及影响

### 四清运动和文化大革命

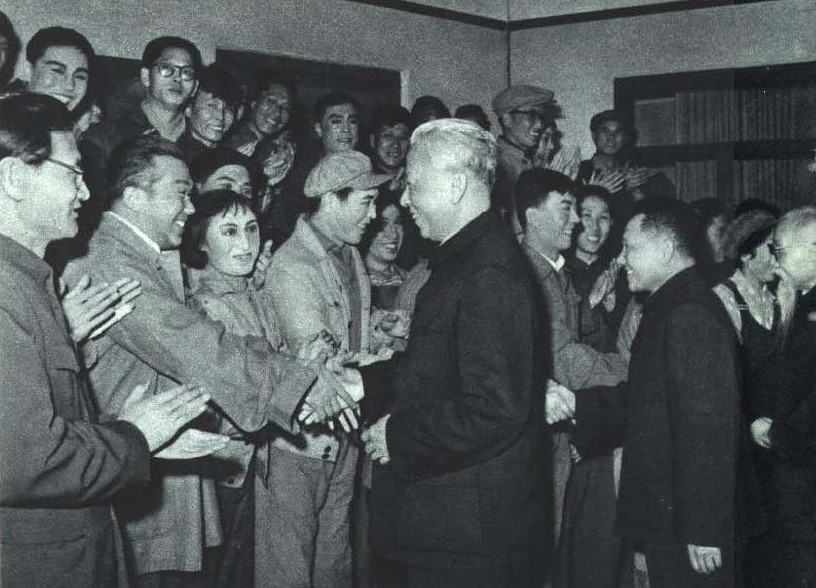
刘少奇、邓小平等人观看话剧《千万不要忘记》（1964年）。

时任国家主席刘少奇在1961年5月的中央工作会议和1962年初召开的“七千人大会”上，提出了“三分天灾，七分人祸”的结论。七千人大会提倡“民主集中制”以及批评与自我批评，中共党主席毛泽东在会上作了自我批评、后退居二线，由刘少奇、邓小平等人主持中央具体事务，林彪则在会议上依然公开支持毛泽东路线和“三面红旗”，毛、林等人和刘、邓等其他党内高层意见出现分歧。七千人大会还明确要进一步贯彻“调整、巩固、充实、提高”的八字方针。

此后，刘少奇、邓小平、陈云、邓子恢等人支持“三自一包”改革政策以恢复农业生产，改善农民生存条件。1962年7月，邓小平在一次内部会议中表示支持包产到户，并提出了在改革开放之后广为流传的“猫论”的早期版本：不管黄猫黑猫，只要捉住老鼠就是好猫。全中国大陆大约有20%的生产队，陆续实行了包产到户。毛泽东与刘、邓等领导人之间的分歧加大，尤其在三自一包和阶级斗争等问题上。1962年8、9月，在北戴河中央工作会议以及中共八届十中全会上，与会人士多着重于如何提高粮食生产等问题，而毛泽东则集中讲了阶级斗争形势问题，号召阶级斗争要“年年讲，月月讲，日日讲”，同时批评了邓子恢等人的“包产到户”是在搞资本主义，邓子恢遭批判降职；此外，将王稼祥等人提出的要争取和平的国际环境以及对外援助要实事求是、量力而行等观点归结为“三和一少”进行批判。1963年，毛泽东发起的“四清运动”在全国范围内正式展开，毛与刘之间的分歧和矛盾逐渐升级。1964年2月9日、29日，毛泽东在先后会见两个外国党的领导人时说道︰
1962年上半年，我们党内有些人在国内主张“三自一包”，目的是要解散社会主义的集体经济，要搞垮社会主义制度。“三和一少”是他们的国际纲领，“三自一包”是他们的国内纲领。这些人中有中央委员、书记处书记，还有副总理。除此以外，每个部都有，每个省都有，支部书记里更多。夏季我们开了工作会议、中央全会，把这些问题都抖落出来了。
1966年5月，毛泽东在中国大陆发动“文化大革命”，刘少奇、邓小平等人在文革期间均被打倒并遭到迫害，其中刘少奇于1969年被迫害致死、“三自一包”成为刘少奇的主要罪状，邓小平则遭到下放劳动、“猫论”被列为他的“十大罪状”之一。

### 拨乱反正和改革开放

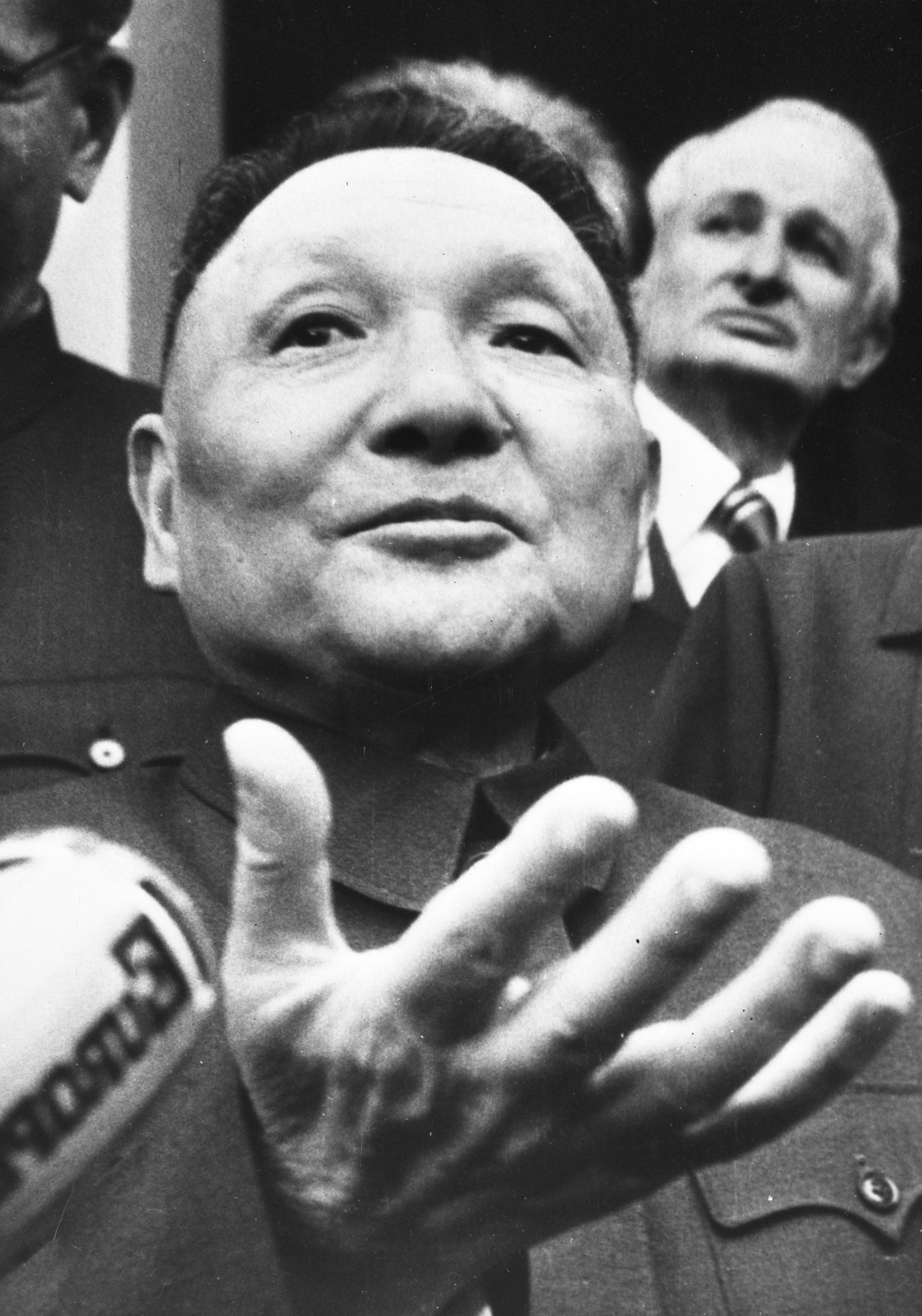
邓小平当政后三年困难时期才能被客观地讨论

1970年代末拨乱反正、改革開放启动后，中国大陆的工农业生产模式发生了系统性的转变， 完成了从“以阶级斗争为纲”的路线到以“以经济建设为中心”的路线，2010年中国超越日本成为世界第二大经济体。拨乱反正期间的1980年2月23-29日，中国共产党十一届五中全会召开，刘少奇获得彻底平反，《人民日报》称“刘少奇的冤案，是中国共产党历史上最大的冤案”。邓小平在这次会议上讲话时说：
不要造成一个印象，好像别人都完全正确，唯独一个人不正确。这个话我有资格讲，因为我就犯过错误。一九五七年反右派，我们是积极分子，反右派扩大化我就有责任，我是总书记呀。一九五八年大跃进，我们头脑也热，在座的老同志恐怕头脑热的也不少。这些问题不是一个人的问题。我们应该承认，不犯错误的人是没有的。
1980年4月1日，邓小平在同中央负责同志谈话时再次提到：
“大跃进”，毛泽东同志头脑发热，我们不发热？刘少奇同志、周恩来同志和我都没有反对，陈云同志没有说话。在这些问题上要公正，不要造成一种印象，别的人都正确，只有一个人犯错误。这不符合事实。中央犯错误，不是一个人负责，是集体负责。
1981年6月，中国共产党十一届六中全会一致通过《关于建国以来党的若干历史问题的决议》，其中提到：
由于对社会主义建设经验不足，对经济发展规律和中国经济基本情况认识不足，更由于毛泽东同志、中央和地方不少领导同志在胜利面前滋长了骄傲自满情绪，急于求成，夸大了主观意志和主观努力的作用，没有经过认真的调查研究和试点，就在总路线提出后轻率地发动了“大跃进”运动和农村人民公社化运动，使得以高指标、瞎指挥、浮夸风和“共产风”为主要标志的“左”倾错误严重地泛滥开来。从1958年底到1959年7月中央政治局庐山会议前期，毛泽东同志和党中央曾经努力领导全党纠正已经觉察到的错误。但是，庐山会议后期，毛泽东同志错误地发动了对彭德怀同志的批判，进而在全党错误地开展了“反右倾”斗争。八届八中全会关于所谓“彭德怀、黄克诚、张闻天、周小舟反党集团”的决议是完全错误的。这场斗争在政治上使党内从中央到基层的民主生活遭到严重损害，在经济上打断了纠正左倾错误的进程，使错误延续了更长时间。主要由于“大跃进”和“反右倾”的错误，加上当时自然灾害和苏联政府背信弃义地撕毁合同，我国国民经济在一九五九年到一九六一年发生严重困难，国家和人民遭到重大损失。
对于大饥荒，中国大陆在1990年以前宣称是由于政策的误判加入赶上三年自然灾害所致，而现在中国大陆官方和主流媒体则开始回避这一讨论。在《中国大百科全书》中，暂未收录“三年自然灾害”或“三年困难时期”词条。普通高中教科书称之为“我国经济发生了严重困难”，义务教育教科书亦称“我国的国民经济发生严重困难”。

## 各界评论及观点

### 学术界

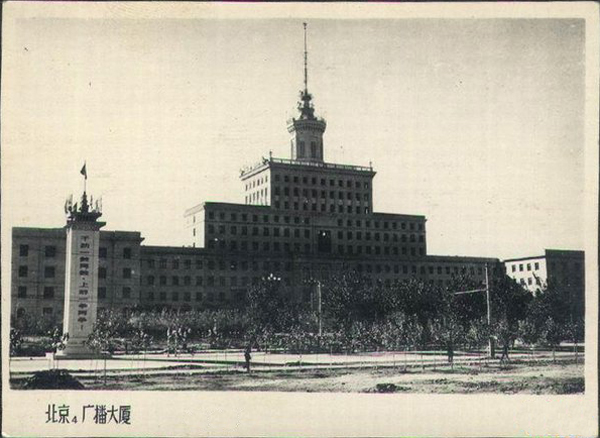
北京广播大厦（1959年）及一旁的大跃进标语“干劲一鼓再鼓，上游一争再争”。

諾貝爾經濟學獎得主阿马蒂亚·森從制度層面研究飢荒。他认为全世界歷史上，民主正常運作的國家從來不會發生飢荒。民主「正常運作」指有自由表達不同觀點，而不是多數人暴政。他表示，中國大躍進失敗造成1958-1961年餓死三千萬人，而政府卻不修正錯誤的政策，這在民主國家是不可想象的。另一個因素是缺乏資訊和新闻自由：公社裡的人當然看到眼前的不好，但是他們看到報紙上說形勢一片大好（這是沒有新聞自由的結果），因此他們得出的結論是自己失敗了，而不是政策有問題，所以他們數字造假。當大饑荒達到高峰的時候，北京根據造假數字，得出的結論是收成比實際多出一百萬噸。
2013年9月，徐州师范大学数学教授孙经先在中国社会科学报发表《“中国饿死三千万”的谣言是怎样形成的？》，否认大跃进饿死上千万人口；其认为，大跃进造成的死亡人数应该在250万人以下。杨继绳认为孙经先依據的原始數據並不可靠，因此從方法論上站不住腳。孫經先依據的原始數據是公安部三局戶籍處提供的。當年戶籍處處長張慶五說大饑荒那幾年的誤差主要是死亡漏報造成的。1960年到1961年這個差額最大，主要原因是非正常死亡。他個人估計大饑荒死亡人數2000多萬，工作人員王維志計算結果為三年非正常死亡大約3500萬人。又指孙经先以「遷移後不上戶口」解釋人口變化，而沒有解釋沒有戶口如何獲得糧食配給。孙经先反驳称粮食配给制针对当时的城镇居民，农村居民通过参加生产小队劳动而分得粮食，因而不需要购买实行配给制的商品粮。杨继绳此后仍坚持没有户口就无法得到粮食和其它生活必需品的观点，称孙经先对农村粮食情况缺乏了解，当时农民生产的粮食除交公粮之外，余粮全部卖给国家以完成征购任务，然后才能按照户口购买从国库返销的粮食。随后孙经先也质疑杨继绳不了解实际情况，继续反驳称“返销粮”不是广大农村地区基本的粮食制度和政策，《人民公社六十条》规定粮食由生产小队直接分配，社员口粮在收获后分配到户，由社员自己支配。
2013年5月，中国社会科学院副院长李慎明撰文表示，“‘两个三千万’都是有人刻意编造的虚假数据。当然，说明这一点需要写专文论证。”
2012年，香港大学历史系助理教授周逊认为：“大饥荒是中国近代史上很重大的一件事，也是20世纪人类的一个很大的惨案。但是在中国的历史中，这一段被抹掉了。中国的历史书上没有大饥荒的记载，就连大饥荒这个词都没有，只是说“3年自然灾害”，或者是‘困难时期’。”
2011年6月，历史学学者曹树基在《盲人摸象：有关大饥荒的不同回忆》一文中说道：“ 一位学者就曾经这样质问我，死亡2000万人口与死亡3000万人口有什么区别？还有必要进行这样的深究和追问吗？我不同意这种观点。这是因为，每一个饿死的生命都有平等的价值，没有理由说，谁的生命重于泰山，谁的生命又轻于鸿毛。对于大饥荒的制造者，屈死的生灵和他们的家属永远保持追究责任的权利，即便对于那些死绝的饿殍，存活的人们也有义务为他们讨回公道。然而，现实的情况却是，造成人口死亡的这场大饥荒，开始淡出人们的记忆。对于大饥荒中死亡人口数据的质疑，开始蔓延，有渐渐变成一种社会思潮的趋势。”
2011年3月，中國社科院哲學所研究員徐友漁表示，《墓碑》一書是作者楊繼繩“為餓死的父親立墓碑，也是為三千六百萬餓死的中國人立墓碑。”杨继绳在此书中写道：“真理的旗帜掌握在共产党手里...不少人愿意为这个伟大的理想作出牺牲。自己挨了饿，家里饿死了人，还认为这是个别现象，为了共产主义伟大理想，作出这样的牺牲也是应该的。强大的政治思想工作使人们驯服，新闻封锁使人愚昧。饿死上百万人的‘信阳事件’、饿死三分之一人口的‘通渭问题’，不仅当时邻近地区不知有其事，甚到几十年后还严加保密。处理这些重大事件的办法是，把全局问题当作个别问题来处理，把一个地方饿死人当作‘一个指头’，在承认‘一个指头’的同时，大讲‘九个指头’的成绩。”
2009年4月8日，《广州日报》采访中国“杂交水稻之父”袁隆平时，袁表示“三年困难时期，饿死了几千万人啊。大跃进把树都砍了去炼钢铁，把生态破坏了，1959年大乾旱，一年基本上没有收成，饿死了四五千万人啊。我看到路上有5个饿殍，倒在田坎旁边，倒在桥下和路边，我亲眼看见啊，那很凄惨的。” 2013年，袁隆平在接受《人物》杂志采访时说再次提道：“那个时候三年困难时期，我们湖南叫做过苦日子，那真难受。我亲眼看到五个饿殍，倒在田埂上、路旁边和桥底下，饿死几千万人啊。... 刚刚日子好了一点。1959年、1960年、1961年三年困难时期，过了1962年开始好转，还没几年，1966年文化大革命又搞得乱七八糟，又把知识分子搞倒一批。国家命运前途。这么一个伟大的国家，这么一个文明古国，搞得这么乱七八糟。”
2007年，中国人民大学前副校长谢韬把大饥荒的责任归咎于毛泽东设计的权力结构和政治制度：“由于不受任何制约，不听任何反对意见，三年大跃进，饿死了三千七百五十万人，成为古今中外最大的暴政。”
1991年，費正清教授出版《中國新史》專章討論「大躍進」，開宗明義即說中國共產黨所強行實施的政策是大饑荒的原因之一。

### 中国共产党人士

从左至右：朱德、周恩来、刘少奇、邓小平、毛泽东（1962年7月）。

1962年初的七千人大会起，毛泽东对刘少奇等人关于大饥荒和经济形势困难的估计，以及采取的“三自一包”改革政策，感到不满。7月10日，在中南海游泳池，毛泽东与刘少奇第一次发生直接冲突，毛当面斥责道：“你急什么？压不住阵脚了？为什么不顶住？”“三面红旗也否了，地也分了，你顶不住？我死了以后怎么办！”刘少奇则对毛泽东说：“饿死这么多人，历史要写上你我的，人相食，要上书的！”
前中共中央副主席、中国国务院副总理林彪曾在“七千人大会”上公开支持大跃进，却又私下在笔记中对大跃进造成的严重困难表达不满。林彪公开说经济困难是因为“没有照着毛主席的指示、毛主席的警告、毛主席的思想去做”，私下里又说毛泽东“凭空想胡来”、“说绝了，做绝了，绝则错”。此外，林彪在庐山会议上批判彭德怀，但据其家人说，林彪私下认为彭德怀给毛泽东的“万言书”是正确的，就是急了点。
前中共中央总书记赵紫阳说：“我们党是从来不认错的，实在说不过去了，就找替罪羊，将错误都推到他们身上，如林彪，四人帮。找不到替罪羊就说是自然灾害，如五十年代末六十年代初的大饥荒，饿死几千万人，纯粹是党的路线方针政策错误。”“特别是三年困难时期，农村饿死几千万人，工人阶级没能给予（农民）有效的救助，自己吃商品粮，有副食供应，有布票，保证了最基本的生活需要。”
前全国人大常委会委员长万里说：“人民公社化后发生的三年困难时期，到处浮肿病，饿死人。据了解，光安徽省的所谓非正常死亡人口就三四百万。”“冰冻三尺，非一日之寒，过去‘左’了那么多年，几乎把农民的积极性打击完了。”
前国务院副总理、长期负责经济工作的薄一波说：“据中央有关部门汇总，到1959年4月初，仅山东、安徽、江苏、河南、湖南、甘肃、贵州、河北等十五个省区，无饭吃的人口达2517万。” 薄一波认为，“1958年的‘大跃进’和1959年‘反右倾’后的继续‘跃进’，给我们国家和民族造成了严重的灾难。我国人民所经历的1959—1961年‘三年困难时期’，主要是‘大跃进’人民公社化运动和‘反右倾’斗争造成的。在三年困难时期，全国广大人民因食物缺乏、营养不良，相当普遍地发生浮肿病，不少农村因饥馑死亡增加，据统计，1960年全国总人口减少1000多万。在和平建设时期发生这种事情，我们作为共产党人实在是愧对百姓，应该永志不忘这沉痛的教训！”
前《红旗》杂志副总编辑兼秘书长、1980年代任中共中央宣传部部长的邓力群回忆这段历史说：“（1960年初）李先念同志也去了。回来讲，他去过的村庄，妇女没有一个不穿白鞋的（家中死人妇女穿白鞋吊丧）。怎么造成这样一种情况的？是高指标、高估产、高征购，严重的浮夸，征了过头粮。还有特别厉害的一条是，没有饭吃了，村子里能够吃的、能够找到的都吃光了，为了保住他那个浮夸，竟不让逃荒，让民兵把着。这里没有饭吃，到别的地方去逃荒，历史上哪朝哪代都是这个办法，解放以后遇到大灾大荒之年也都是这个办法，不让逃荒，强迫命令，把本来可以活下来的人饿死了。”“（在七千人大会的口头报告中）讲到历史上饿死人的事是要写到史书上去的时候，他（刘少奇）情不自禁地骂了一句，并愤愤地说：我当主席时，出了这种事情！”
前国务院副总理、人大副委员长田纪云2004年说：“回顾三年困难时期，到处闹浮肿，饿死人，非正常死亡人口达数千万，比整个民主革命时期死的人还要多。是什么原因？刘少奇说‘三分天灾，七分人祸’，现在看基本上是人祸，这个‘人祸’就是瞎指挥，就是乌托邦式的空想社会主义，就是‘左倾机会主义’。”
其他在各种公开场合承认大规模饿死农民的中共高级干部还包括：前中共中央总书记胡耀邦、前国家统计局局长李成瑞、出狱后的原中央文革小组成员戚本禹（其声称全国当时大致饿死500万人左右）、前中共中央顾问委员会委员李锐等。

### 媒体界
2013年，旅美作家宋琳（笔名“依娃”）采访两百多名大饥荒幸存者的口述历史《寻找大饥荒幸存者》出版，她调查大饑荒的動機之一，是有家人在大饑荒中餓死。她曾表示，中國應該在天安門廣場修建一面哭牆，上面密密麻麻地寫滿大饑荒死難者的名字。她认为，在沒有戰爭、沒有天災、沒有瘟疫的情況下，餓死了四千至五千萬的人口，是當時統治者的政策錯誤。她亦反对使用「非正常死亡」這個詞代替饿死。
2012年11月，媒体工作者何三畏刊文《大饥荒报道——假新闻也是真历史的草稿》，对“五毛”以及“自干五”的言论做出了嘲讽。
2012年4月，《人民日报》甘肃分社社长林治波通过新浪微博否认三年困难时期饿死上千万人，引發部分网友激烈抗议。次日，北大教授孔庆东等人转发微博支持林治波，表示饿死人是谣言，是外国人写的党史。
2012年5月21日，《南方人物周刊》2012年第16期封面白底黑字，为大饥荒做了专题报道，提到：“大饥荒发生在上世纪中叶。从它结束的时候算起，到今年已经50年了。50年足够漫长，足够我们把那段历史看得更清楚——在中国，历史从来都是越远越清楚”。

### 其他
2005年，作家余杰在北京航空航天大学公開演讲《蔡元培与“五四”精神》，到了提问時，有学生问及毛泽东和“五四”的关系。余杰指出：毛泽东掀起“大跃进”造成大饥荒，致使三四千万农民被活活饿死，毛是冠绝古今的暴君。
2014年，署名“北原”的安徽行政学院退休职工在《中国社会科学报》发表文章，批评“三年困难时期，因‘左’的错误所造成的农村大量人口非正常死亡现象确实是存在的，损失是极其惨重的”，“这一错误是中国共产党在探索建设社会主义道路过程中所犯的”“探索性质的错误”，但同时认为“中国共产党并没有像西方某些人所说的那样刻意隐瞒大量人口非正常死亡现象”，“社会主义制度自我调整和纠错的能力是很强的”，并且批评“某些西方敌对势力反复炒作中国饿死几千万人，而且一再夸大”，“人口学研究被某些西方媒体和一些敌对势力所利用，并一而再、再而三地反复炒作，已经远远超出纯学术范围了，并且以此质疑和否定中国共产党执政的合法性”。